# Yuri Mézentsev
Yuri Borísovich  Mézentsev (en ruso: Юрий Бори́сович  Ме́зенцев) (Chernígov, 11 de mayo de 1929 - Jimki, 24 de septiembre de 1965) fue un ingeniero aeroespacial ruso de la etapa soviética, que participó a las órdenes de Valentín Glushkó en el desarrollo de los motores cohete utilizados en el programa espacial de la URSS.

## Semblanza
Cuando Mézentsev nació en 1929, Chernígov, su localidad natal situada en el norte de Ucrania, era una pequeña ciudad de unos 60.000 habitantes. Perdió a su madre cuando contaba 4 años de edad, quedando su crianza y la de su hermana Irina en manos de su padre.
Estudiante destacado, ya desde una edad temprana mostró gran interés por las matemáticas, y era aficionado a construir modelos de aeroplanos. En 1941, en plena Segunda Guerra Mundial, la familia fue evacuada a Bashkiria. Una vez finalizada la Guerra, en 1947 finalizó el instituto con honores, ingresando en el Instituto de Mecánica de Leningrado, donde se graduó en 1953. De allí pasó a trabajar en la oficina OKB 456, a las órdenes de Valentín Glushkó. Rápidamente fue nombrado subjefe del departamento del diseño de motores de propulsión a chorro. Trabajó en la especialidad, desarrollando y diseñando motores para misiles, y en la década de 1950 comenzó a especializarse en los cohetes espaciales, formando parte de la misión que puso en órbita al primer cosmonauta, Yuri Gagarin. Sus motores fueron parte esencial de las naves "Vostok" y "Voskhod", así como de las posteriores misiones a la Luna, Venus, y Marte.
Tras los primeros resonantes éxitos de la URSS en la exploración espacial, en los primeros años de la década de 1960 Mézentsev comenzó a mostrar síntomas de una enfermedad sin diagnóstico claro, con un constante dolor de cabeza, debilidad y malestar general. Se le aconsejó dejar el trabajo y retirarse al campo. Tras una cierta mejoría, retomó su trabajo de doctorado, aunque en 1965 hizo testamento presintiendo su muerte. Finalmente, falleció en septiembre de 1965, víctima de una insuficiencia cardíaca aguda. Enterrado en Jimki, fue sobrevivido por su esposa Liubov y por sus hijos Mijailo y Margarita.

## Reconocimientos
- Orden de Honor (diciembre de 1957) por el lanzamiento del Sputnik.
- Bandera roja del Trabajo (junio de 1961) por el vuelo de Yuri Gagarin

## Eponimia
- El cráter lunar Mezentsev lleva este nombre en su memoria.[3]